# 居延漢簡
41°47′35.1″N 100°56′55.4″E / 41.793083°N 100.948722°E

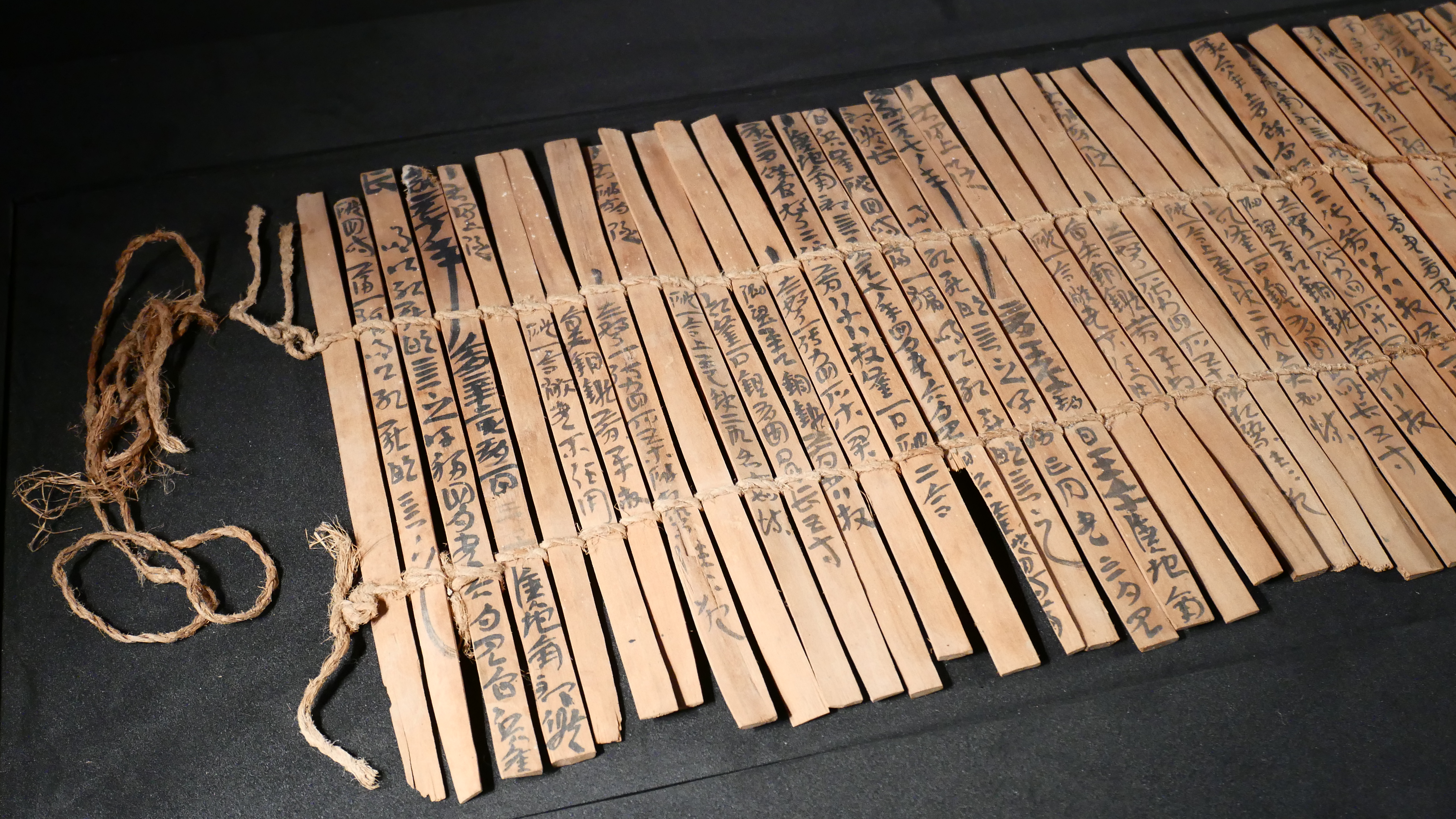
廣地南部永元五年至七年官兵釜磑月言及四時簿

居延漢簡是指1930年在內蒙古居延地區的城障、烽燧、關塞遺址發掘出的一萬餘枚漢簡，别称居延旧简。之後，於1972年至1982年間，又在居延地區發掘出土兩萬多枚漢簡，依出土地点分别称作居延新简，肩水金关汉简，额济纳汉简。

## 發現始末
自1901年以来，瑞典探險家斯文·赫定、英國考古學和探險家斯坦因等在中国尼雅、楼兰等地进行调查发掘，并带走大量汉晋简帛文书，八年后国人才辗转得知此事。羅振玉写道“光绪戊申（1908年），予闻斯坦因博士访古于我西陲，得汉魏简册载归英伦，神物去国，恻焉疚怀”，同时文物被收藏海外后“典守森严，不殊秘阁，苟非其人，不得纵览”。于是，羅振玉设法通过伯希和与整理这批简牍的沙畹建立了联系，沙畹允诺简牍整理好后，即提供文书写本。辛亥革命后，罗氏虽身在日本，但仍惦念简帛一事，1912年再次向沙畹催问，终于在1913年得到手校稿本。经三子罗福苌翻译，重新按内容分类，与王国维分任考释，于1914年出版近代简牍学的奠基之作——《流沙坠简》。
1930年，斯文·赫定與以沈兼士為首的中國學者合作，組成中瑞西北科学考查团，一起在甘肅附近考察。1930年4月27日至1931年3月27日，考查团成员弗克·貝格曼在11个月的时间里沿额济纳河流域踏查了南北250公里，东西60公里的范围，发现古遗址410多处，其中在30个地点出土汉简。共出汉简10085枚。1931年5月下旬，这批汉简运抵北平。抗日戰爭期間，為躲避戰火，北京大学文科研究所沈仲章冒着生命危险，几经周折，将西北科学考察团存该所的居延汉简转移至香港大学。
从1938年初到1941年秋，沈仲章在香港大学花费近4年重新整理全部简牍，用红外线拍摄照片，编制图册。原简于1940年8月4日运往美國國會圖書館暫存，1965年10月21日運至臺灣，現由中央研究院歷史語言研究所典藏。並在2014年後，重新整理出版，仍名為《居延漢簡》，並建置「歷史語言研究所藏漢代簡牘資料庫」供各界使用。
由於漢代時紙張數量有限，居民仍習慣在竹木上寫字，多为木简，少數為竹簡，居延漢簡書體為隸書章草，內容多為修築邊塞、兵制、屯田、置亭燧所遺屯戍文書，也論及市易，如《居延漢簡甲乙篇》記有“用馬五直二萬”，“其平宗馬直七千”的記載。居延漢簡紀年簡最早者是漢武帝太初三年（前102年），最晚者是漢靈帝建寧二年（169年）。居延漢簡是王國維所稱的二十世紀初中國學術界四大發現（另外三個分別為殷墟甲骨文、敦煌藏經洞文書、故宮明清檔案）之一。
甘肃省文物部门分别于1972、1973、1976、1980、1982年对居延遗址进行过5次调查，于1973-1974年、1986年进行过正式发掘。1972年秋，居延调查组沿黑河（额济纳河）进行了踏察，获得汉简800多枚。1973-1974年，甘肃省居延考古队对肩水金关、破城子（即甲渠候官遗址）和甲渠塞第四隧三处遗址进行发掘，出简19637枚，其中肩水金关11577枚，破城子7865枚，第四燧195枚。1976年，甘肃省博物馆考古队、酒泉地区文化局、额济纳旗文教局共同组成调查组，对额济纳旗境内的汉代城障烽燧遗址进行复查，在卅井塞次东隧采获汉简173枚。1982年在破城子采获汉简22枚。破城子、第四燧、卅井塞次东隧与其他零星采集简集合后被称为居延新简出版，肩水金关出土的万余枚汉简出版时被称为肩水金关汉简，现皆藏于甘肃简牍博物馆。1986年9-10月，甘肃省文物考古研究所对地湾肩水候官遗址进行了抢救性发掘，获得汉简700余枚，尚在整理。1999-2002年，内蒙古自治区文物考古研究所、阿拉善盟博物馆、额济纳旗文物所联合考古队选择甲渠候官附近的第七、第九、第十四、第十六、第十七、第十八隧以及甲渠候官东南三十二公里处的察汗川吉烽隧进行了发掘，出土汉简500多枚，称为额济纳汉简，藏于内蒙古自治区文物考古研究所。至此，居延地区前后总共出土汉简32037枚。其中1973年在肩水金关的关城遗址发掘出《永始三年诏书册》，在甲渠侯官遗址出土了《塞上烽火品约》木简17枚。

## 历险与救护
北京大学考古文博学院大事记1937年：“卢沟桥事变后，文科研究所沈仲章冒着生命危险，几经周折，将西北科学考察团存该所的居延汉简转移至香港大学”。
胡适致杨联陞函1944年8月23日：“汉简全部由沈仲章救出，送到香港，二次照相后，全部寄给我。”
劳榦：“这一批国宝在敌人及炮火威胁下，能够抢救出来，已经十分不容易……如其不然，汉简也会像北京人的遗骨一样，不知道遗失到什么地方去了。”
邓广铭：“1930年，由中外学者组成的西北科学考察团，在今甘肃与内蒙接境的额济纳河流域的居延海发现了万余枚汉代简牍，运北平后归北大文科研究所收藏，由劳榦、余逊、沈仲章负责保管整理，及日寇接管北大之后，沈仲章冒生命危险由北大文研所移至校外一民居存放，后又历经艰险移至天津，急急电告在长沙的傅斯年先生。傅请徐森玉亲自去天津与沈相会，要他负责把这两箱汉简运往香港。其后，果然又在诸多艰难情况下运抵香港，由沈把木简拍照、剪贴、编号、排比。当我于1939年秋经香港去昆明时，把这批照片带交傅先生。后即交劳榦全部加以考释，在四川李庄石印出版。就在沈仲章把这批汉简从北大文研所运出数月之后，周作人出任伪北大文学院长，日本人向他查问汉简下落，周作人向我查询，我答以‘一无所知。’可见，若非沈仲章以超人的机智和胆量，及时把这批汉简转移出去，则这些国宝定会被周作人之流拱手送给日本人。”
中央电视台《他们与天地永存》："最终，沈仲章返回江南，沈父生命已终，尸骨不知所终；居延汉简至今安好，简牍研究蓬勃进展"。
张德芳："沈仲章是千万普通人中的一员，早已于1987年去世，但他在战火中对于国宝的守护，令人动容。沈仲章们留给我们的，不仅仅是居延汉简，更是彰显其爱国赤诚的精神丰碑。"

## 重要文物
- 《甘露二年丞相御史书》（3枚，甘肅省博物館藏）
- 《永始三年诏书》（16枚，甘肅省博物館藏）
- 《建武三年侯粟君所责寇恩事》（36枚，甘肅简牍博物館藏）
- 《廣地南部永元五年至七年官兵釜磑月言及四時簿》（77枚，中央研究院歷史語言研究所歷史文物陳列館藏）